# Dirka po Italiji 2025
Dirka po Italiji 2025 (italijansko Giro d'Italia 2025) je 108. izvedba dirke po Italiji, tritedenske moške cestne kolesarske etapne dirke. Začela se je 9. maja v Draču v Albaniji, končala pa 1. junija v Rimu. Sodelovalo je 184 kolesarjev iz 23-ih ekip, dirko je končalo 159 kolesarjev. Rožnato majico je prvič osvojil Simon Yates (Visma–Lease a Bike), drugo mesto Isaac del Toro (UAE Team Emirates XRG), tretje pa Richard Carapaz (EF Education–EasyPost). Vijolično majico je osvojil Mads Pedersen (Lidl–Trek), modro majico Lorenzo Fortunato (XDS Astana Team), belo majico pa Isaac del Toro.

## Ekipe
UCI WorldTeams
- Alpecin–Deceuninck
- Arkéa–B&B Hotels
- Cofidis
- Decathlon–AG2R La Mondiale
- EF Education–EasyPost
- Groupama–FDJ
- Ineos Grenadiers
- Intermarché–Wanty
- Lidl–Trek
- Movistar Team
- Red Bull–Bora–Hansgrohe
- Soudal–Quick-Step
- Team Bahrain Victorious
- Team Picnic PostNL
- Team Jayco–AlUla
- UAE Team Emirates XRG
- Visma–Lease a Bike
- XDS Astana Team

UCI ProTeams
- Israel–Premier Tech
- Q36.5 Pro Cycling Team
- Team Polti VisitMalta
- Tudor Pro Cycling Team
- VF Group–Bardiani–CSF–Faizanè

## Etape
| Etapa  | Datum    | Štart/Cilj                                        | Razdalja  | Tip       | Tip                  | Zmagovalec              |           |
| ------ | -------- | ------------------------------------------------- | --------- | --------- | -------------------- | ----------------------- | --------- |
| 1      | 9. maj   | Drač (Albanija) — Tirana (Albanija)               | 164 km    |           | hribovita etapa      | Mads Pedersen (DEN)     |           |
| 2      | 10. maj  | Tirana (Albanija) — Tirana (Albanija)             | 13,7 km   |           | posamični kronometer | Josh Tarling (GBR)      |           |
| 3      | 11. maj  | Vlora (Albanija) — Vlora (Albanija)               | 160 km    |           | hribovita etapa      | Mads Pedersen (DEN)     |           |
|        | 12. maj  |                                                   |           |           | dan počitka          | dan počitka             |           |
| 4      | 13. maj  | Alberobello — Lecce                               | 187 km    |           | ravninska etapa      | Casper van Uden (NED)   |           |
| 5      | 14. maj  | Ceglie Messapica — Matera                         | 144 km    |           | hribovita etapa      | Mads Pedersen (DEN)     |           |
| 6      | 15. maj  | Potenza — Neapelj                                 | 226 km    |           | hribovita etapa      | Kaden Groves (AUS)      |           |
| 7      | 16. maj  | Castel di Sangro — Tagliacozzo                    | 168 km    |           | gorska etapa         | Juan Ayuso (ESP)        |           |
| 8      | 17. maj  | Giulianova — Castelraimondo                       | 197 km    |           | hribovita etapa      | Luke Plapp (AUS)        |           |
| 9      | 18. maj  | Gubbio — Siena                                    | 181 km    |           | hribovita etapa      | Wout Van Aert (BEL)     |           |
|        | 19. maj  |                                                   |           |           | dan počitka          | dan počitka             |           |
| 10     | 20. maj  | Lucca — Pisa                                      | 28,6 km   |           | posamični kronometer | Daan Hoole (NED)        |           |
| 11     | 21. maj  | Viareggio — Castelnovo ne' Monti                  | 185 km    |           | gorska etapa         | Richard Carapaz (ECU)   |           |
| 12     | 22. maj  | Modena — Viadana                                  | 172 km    |           | ravninska etapa      | Olav Kooij (NED)        |           |
| 13     | 23. maj  | Rovigo — Vicenza                                  | 180 km    |           | hribovita etapa      | Mads Pedersen (DEN)     |           |
| 14     | 24. maj  | Treviso — Nova Gorica (Slovenija)                 | 186 km    |           | ravninska etapa      | Kasper Asgreen (DEN)    |           |
| 15     | 25. maj  | Fiume Veneto — Asiago                             | 214 km    |           | gorska etapa         | Carlos Verona (ESP)     |           |
|        | 26. maj  |                                                   |           |           | dan počitka          | dan počitka             |           |
| 16     | 27. maj  | Piazzola sul Brenta — San Valentino di Brentonico | 199 km    |           | gorska etapa         | Christian Scaroni (ITA) |           |
| 17     | 28. maj  | San Michele all'Adige — Bormio                    | 154 km    |           | gorska etapa         | Isaac del Toro (MEX)    |           |
| 18     | 29. maj  | Morbegno — Cesano Maderno                         | 144 km    |           | hribovita etapa      | Nico Denz (GER)         |           |
| 19     | 30. maj  | Biella — Champoluc                                | 166 km    |           | gorska etapa         | Nicolas Prodhomme (FRA) |           |
| 20     | 31. maj  | Verrès — Sestriere                                | 203 km    |           | gorska etapa         | Chris Harper (AUS)      |           |
| 21     | 1. junij | Rim — Rim                                         | 141 km    |           | ravninska etapa      | Olav Kooij (NED)        |           |
| Skupaj | Skupaj   | Skupaj                                            | 3443,3 km | 3443,3 km | 3443,3 km            | 3443,3 km               | 3443,3 km |

## Razvrstitev po klasifikacijah
| Etapa  | Zmagovalec        | Rožnata majica · | Vijolična majica · | Modra majica ·    | Bela majica ·     | Ekipno                | Vmesni šprinti     | Borbenost ·        | Begi               | Red Bull KM     |
| ------ | ----------------- | ---------------- | ------------------ | ----------------- | ----------------- | --------------------- | ------------------ | ------------------ | ------------------ | --------------- |
| 1      | Mads Pedersen     | Mads Pedersen    | Mads Pedersen      | Sylvain Moniquet  | Francesco Busatto | Lidl–Trek             | Manuele Tarozzi    | Alessandro Tonelli | Alessandro Verre   | Manuele Tarozzi |
| 2      | Josh Tarling      | Primož Roglič    | Mads Pedersen      | Sylvain Moniquet  | Mathias Vacek     | Lidl–Trek             | Manuele Tarozzi    | brez               | Alessandro Verre   | Manuele Tarozzi |
| 3      | Mads Pedersen     | Mads Pedersen    | Mads Pedersen      | Lorenzo Fortunato | Mathias Vacek     | Lidl–Trek             | Alessandro Tonelli | Alessandro Tonelli | Alessandro Tonelli | Dries De Bondt  |
| 4      | Casper van Uden   | Mads Pedersen    | Mads Pedersen      | Lorenzo Fortunato | Mathias Vacek     | Lidl–Trek             | Alessandro Tonelli | Francisco Muñoz    | Alessandro Tonelli | Manuele Tarozzi |
| 5      | Mads Pedersen     | Mads Pedersen    | Mads Pedersen      | Lorenzo Fortunato | Mathias Vacek     | Lidl–Trek             | Alessandro Tonelli | Davide Bais        | Alessandro Tonelli | Manuele Tarozzi |
| 6      | Kaden Groves      | Mads Pedersen    | Mads Pedersen      | Lorenzo Fortunato | Mathias Vacek     | Lidl–Trek             | Alessandro Tonelli | brez               | Alessandro Tonelli | Manuele Tarozzi |
| 7      | Juan Ayuso        | Primož Roglič    | Mads Pedersen      | Lorenzo Fortunato | Juan Ayuso        | UAE Team Emirates XRG | Alessandro Tonelli | Alessandro Tonelli | Alessandro Tonelli | Manuele Tarozzi |
| 8      | Luke Plapp        | Diego Ulissi     | Mads Pedersen      | Lorenzo Fortunato | Juan Ayuso        | UAE Team Emirates XRG | Alessandro Tonelli | Lorenzo Fortunato  | Alessandro Tonelli | Manuele Tarozzi |
| 9      | Wout van Aert     | Isaac del Toro   | Mads Pedersen      | Lorenzo Fortunato | Isaac del Toro    | UAE Team Emirates XRG | Alessandro Tonelli | Quinten Hermans    | Alessandro Tonelli | Manuele Tarozzi |
| 10     | Daan Hoole        | Isaac del Toro   | Mads Pedersen      | Lorenzo Fortunato | Isaac del Toro    | UAE Team Emirates XRG | Alessandro Tonelli | brez               | Alessandro Tonelli | Manuele Tarozzi |
| 11     | Richard Carapaz   | Isaac del Toro   | Mads Pedersen      | Lorenzo Fortunato | Isaac del Toro    | UAE Team Emirates XRG | Alessandro Tonelli | Nairo Quintana     | Alessandro Tonelli | Manuele Tarozzi |
| 12     | Olav Kooij        | Isaac del Toro   | Mads Pedersen      | Lorenzo Fortunato | Isaac del Toro    | UAE Team Emirates XRG | Alessandro Tonelli | Andrea Pietrobon   | Manuele Tarozzi    | Manuele Tarozzi |
| 13     | Mads Pedersen     | Isaac del Toro   | Mads Pedersen      | Lorenzo Fortunato | Isaac del Toro    | UAE Team Emirates XRG | Alessandro Tonelli | Lorenzo Germani    | Manuele Tarozzi    | Isaac del Toro  |
| 14     | Kasper Asgreen    | Isaac del Toro   | Mads Pedersen      | Lorenzo Fortunato | Isaac del Toro    | UAE Team Emirates XRG | Alessandro Tonelli | Kasper Asgreen     | Manuele Tarozzi    | Isaac del Toro  |
| 15     | Carlos Verona     | Isaac del Toro   | Mads Pedersen      | Lorenzo Fortunato | Isaac del Toro    | UAE Team Emirates XRG | Alessandro Tonelli | Marco Frigo        | Manuele Tarozzi    | Isaac del Toro  |
| 16     | Christian Scaroni | Isaac del Toro   | Mads Pedersen      | Lorenzo Fortunato | Isaac del Toro    | UAE Team Emirates XRG | Alessandro Tonelli | Lorenzo Fortunato  | Manuele Tarozzi    | Isaac del Toro  |
| 17     | Isaac del Toro    | Isaac del Toro   | Mads Pedersen      | Lorenzo Fortunato | Isaac del Toro    | UAE Team Emirates XRG | Dries De Bondt     | Lorenzo Fortunato  | Manuele Tarozzi    | Isaac del Toro  |
| 18     | Nico Denz         | Isaac del Toro   | Mads Pedersen      | Lorenzo Fortunato | Isaac del Toro    | UAE Team Emirates XRG | Dries De Bondt     | Wout van Aert      | Manuele Tarozzi    | Manuele Tarozzi |
| 19     | Nicolas Prodhomme | Isaac del Toro   | Mads Pedersen      | Lorenzo Fortunato | Isaac del Toro    | UAE Team Emirates XRG | Mads Pedersen      | Nicolas Prodhomme  | Manuele Tarozzi    | Manuele Tarozzi |
| 20     | Chris Harper      | Simon Yates      | Mads Pedersen      | Lorenzo Fortunato | Isaac del Toro    | UAE Team Emirates XRG | Dries De Bondt     |                    | Manuele Tarozzi    | Manuele Tarozzi |
| 21     | Olav Kooij        | Simon Yates      | Mads Pedersen      | Lorenzo Fortunato | Isaac del Toro    | UAE Team Emirates XRG | Dries De Bondt     | Martin Marcellusi  | Manuele Tarozzi    | Manuele Tarozzi |
| Skupno | Skupno            | Simon Yates      | Mads Pedersen      | Lorenzo Fortunato | Isaac del Toro    | UAE Team Emirates XRG | Dries De Bondt     | Wout van Aert      | Manuele Tarozzi    | Manuele Tarozzi |

## Končna razvrstitev
| Legenda | Legenda                                  | Legenda | Legenda                                    |
| ------- | ---------------------------------------- | ------- | ------------------------------------------ |
|         | Predstavlja vodilnega v skupnem seštevku |         | Predstavlja najboljšega mladega kolesarja  |
|         | Predstavlja vodilnega po točkah          |         | Predstavlja vodilnega v gorski razvrstitvi |
|         | Predstavlja najbolj borbenega kolesarja  |         |                                            |

### Rožnata majica
| Poz. | Kolesar                 | Ekipa                   | Čas         |
| ---- | ----------------------- | ----------------------- | ----------- |
| 1    | Simon Yates (GBR)       | Visma–Lease a Bike      | 82h 31' 01" |
| 2    | Isaac del Toro (MEX)    | UAE Team Emirates XRG   | + 3' 56"    |
| 3    | Richard Carapaz (ECU)   | EF Education–EasyPost   | + 4' 43"    |
| 4    | Derek Gee (CAN)         | Israel–Premier Tech     | + 6' 23"    |
| 5    | Damiano Caruso (ITA)    | Team Bahrain Victorious | + 7' 32"    |
| 6    | Giulio Pellizzari (ITA) | Red Bull–Bora–Hansgrohe | + 9' 28"    |
| 7    | Egan Bernal (COL)       | Ineos Grenadiers        | + 12' 42"   |
| 8    | Einer Rubio (COL)       | Movistar Team           | + 13' 05"   |
| 9    | Brandon McNulty (USA)   | UAE Team Emirates XRG   | + 13' 36"   |
| 10   | Michael Storer (AUS)    | Tudor Pro Cycling Team  | + 14' 27"   |

| Skupna razvrstitev kolesarjev (11–159) | Skupna razvrstitev kolesarjev (11–159) | Skupna razvrstitev kolesarjev (11–159) | Skupna razvrstitev kolesarjev (11–159) |
| Poz.                                   | Kolesar                                | Ekipa                                  | Čas                                    |
| -------------------------------------- | -------------------------------------- | -------------------------------------- | -------------------------------------- |
| 11                                     | Max Poole (GBR)                        | Team Picnic PostNL                     | + 18' 15"                              |
| 12                                     | Adam Yates (GBR)                       | UAE Team Emirates XRG                  | + 21' 43"                              |
| 13                                     | Rafał Majka (POL)                      | UAE Team Emirates XRG                  | + 23' 46"                              |
| 14                                     | Davide Piganzoli (ITA)                 | Team Polti VisitMalta                  | + 27' 53"                              |
| 15                                     | Nicolas Prodhomme (FRA)                | Decathlon–AG2R La Mondiale             | + 36' 09"                              |
| 16                                     | Tom Pidcock (GBR)                      | Q36.5 Pro Cycling Team                 | + 44' 41"                              |
| 17                                     | Antonio Tiberi (ITA)                   | Team Bahrain Victorious                | + 46' 04"                              |
| 18                                     | Louis Meintjes (RSA)                   | Intermarché–Wanty                      | + 52' 03"                              |
| 19                                     | James Knox (GBR)                       | Soudal–Quick-Step                      | + 56' 53"                              |
| 20                                     | Florian Stork (GER)                    | Tudor Pro Cycling Team                 | + 58' 53"                              |
| 21                                     | Diego Ulissi (ITA)                     | XDS Astana Team                        | + 1h 05' 07"                           |
| 22                                     | Embret Svestad-Bårdseng (NOR)          | Arkéa–B&B Hotels                       | + 1h 06' 40"                           |
| 23                                     | Chris Harper (AUS)                     | Team Jayco–AlUla                       | + 1h 13' 35"                           |
| 24                                     | Lorenzo Fortunato (ITA)                | XDS Astana Team                        | + 1h 22' 09"                           |
| 25                                     | Nairo Quintana (COL)                   | Movistar Team                          | + 1h 23' 09"                           |
| 26                                     | Romain Bardet (FRA)                    | Team Picnic PostNL                     | + 1h 24' 04"                           |
| 27                                     | Edoardo Zambanini (ITA)                | Team Bahrain Victorious                | + 1h 25' 59"                           |
| 28                                     | Marco Frigo (ITA)                      | Israel–Premier Tech                    | + 1h 32' 20"                           |
| 29                                     | Thymen Arensman (NED)                  | Ineos Grenadiers                       | + 1h 37' 46"                           |
| 30                                     | Pello Bilbao (ESP)                     | Team Bahrain Victorious                | + 1h 52' 02"                           |
| 31                                     | Gianmarco Garofoli (ITA)               | Soudal–Quick-Step                      | + 1h 53' 53"                           |
| 32                                     | Yannis Voisard (SUI)                   | Tudor Pro Cycling Team                 | + 1h 56' 21"                           |
| 33                                     | Kevin Geniets (LUX)                    | Groupama–FDJ                           | + 1h 56' 33"                           |
| 34                                     | Jefferson Alveiro Cepeda (ECU)         | Movistar Team                          | + 1h 57' 52"                           |
| 35                                     | Andrea Vendrame (ITA)                  | Decathlon–AG2R La Mondiale             | + 1h 59' 53"                           |
| 36                                     | Igor Arrieta (ESP)                     | UAE Team Emirates XRG                  | + 2h 00' 15"                           |
| 37                                     | Wilco Kelderman (NED)                  | Visma–Lease a Bike                     | + 2h 01' 00"                           |
| 38                                     | Steven Kruijswijk (NED)                | Visma–Lease a Bike                     | + 2h 05' 13"                           |
| 39                                     | Rémy Rochas (FRA)                      | Groupama–FDJ                           | + 2h 11' 04"                           |
| 40                                     | Christian Scaroni (ITA)                | XDS Astana Team                        | + 2h 11' 13"                           |
| 41                                     | Fausto Masnada (ITA)                   | XDS Astana Team                        | + 2h 12' 40"                           |
| 42                                     | Bart Lemmen (NED)                      | Visma–Lease a Bike                     | + 2h 20' 47"                           |
| 43                                     | Gijs Leemreize (NED)                   | Team Picnic PostNL                     | + 2h 21' 52"                           |
| 44                                     | Mattia Cattaneo (ITA)                  | Soudal–Quick-Step                      | + 2h 23' 20"                           |
| 45                                     | Davide Formolo (ITA)                   | Movistar Team                          | + 2h 23' 27"                           |
| 46                                     | Damien Howson (AUS)                    | Q36.5 Pro Cycling Team                 | + 2h 23' 30"                           |
| 47                                     | Chris Hamilton (AUS)                   | Team Picnic PostNL                     | + 2h 23' 31"                           |
| 48                                     | Alessandro Tonelli (ITA)               | Team Polti VisitMalta                  | + 2h 23' 48"                           |
| 49                                     | Martin Tjøtta (NOR)                    | Arkéa–B&B Hotels                       | + 2h 26' 05"                           |
| 50                                     | Wouter Poels (NED)                     | XDS Astana Team                        | + 2h 26' 25"                           |
| 51                                     | Jefferson Alexander Cepeda (ECU)       | EF Education–EasyPost                  | + 2h 27' 01"                           |
| 52                                     | Sergio Samitier (ESP)                  | Cofidis                                | + 2h 28' 09"                           |
| 53                                     | Daniel Martínez (COL)                  | Red Bull–Bora–Hansgrohe                | + 2h 29' 40"                           |
| 54                                     | Carlos Verona (ESP)                    | Lidl–Trek                              | + 2h 31' 09"                           |
| 55                                     | Mark Donovan (GBR)                     | Q36.5 Pro Cycling Team                 | + 2h 37' 39"                           |
| 56                                     | Nicola Conci (ITA)                     | XDS Astana Team                        | + 2h 40' 14"                           |
| 57                                     | Mathias Vacek (CZE)                    | Lidl–Trek                              | + 2h 42' 59"                           |
| 58                                     | Filippo Zana (ITA)                     | Team Jayco–AlUla                       | + 2h 43' 24"                           |
| 59                                     | Giovanni Aleotti (ITA)                 | Red Bull–Bora–Hansgrohe                | + 2h 44' 16"                           |
| 60                                     | Simone Petilli (ITA)                   | Intermarché–Wanty                      | + 2h 46' 21"                           |
| 61                                     | Jonathan Castroviejo (ESP)             | Ineos Grenadiers                       | + 2h 47' 31"                           |
| 62                                     | Hugo Houle (CAN)                       | Israel–Premier Tech                    | + 2h 53' 29"                           |
| 63                                     | Lorenzo Germani (ITA)                  | Groupama–FDJ                           | + 2h 54' 25"                           |
| 64                                     | Quentin Pacher (FRA)                   | Groupama–FDJ                           | + 2h 59' 12"                           |
| 65                                     | Jonathan Lastra (ESP)                  | Cofidis                                | + 3h 04' 36"                           |
| 66                                     | David Gaudu (FRA)                      | Groupama–FDJ                           | + 3h 06' 33"                           |
| 67                                     | Stefano Oldani (ITA)                   | Cofidis                                | + 3h 07' 43"                           |
| 68                                     | Lawrence Warbasse (USA)                | Tudor Pro Cycling Team                 | + 3h 10' 00"                           |
| 69                                     | Mattia Bais (ITA)                      | Team Polti VisitMalta                  | + 3h 11' 07"                           |
| 70                                     | Luca Covili (ITA)                      | VF Group–Bardiani–CSF–Faizanè          | + 3h 11' 24"                           |
| 71                                     | Sylvain Moniquet (BEL)                 | Cofidis                                | + 3h 15' 48"                           |
| 72                                     | Wout van Aert (BEL)                    | Visma–Lease a Bike                     | + 3h 16' 27"                           |
| 73                                     | Patrick Konrad (AUT)                   | Lidl–Trek                              | + 3h 17' 41"                           |
| 74                                     | Georg Steinhauser (GER)                | EF Education–EasyPost                  | + 3h 22' 54"                           |
| 75                                     | Martin Marcellusi (ITA)                | VF Group–Bardiani–CSF–Faizanè          | + 3h 23' 11"                           |
| 76                                     | James Shaw (GBR)                       | EF Education–EasyPost                  | + 3h 26' 18"                           |
| 77                                     | Davide De Pretto (ITA)                 | Team Jayco–AlUla                       | + 3h 28' 54"                           |
| 78                                     | Filippo Baroncini (ITA)                | UAE Team Emirates XRG                  | + 3h 30' 26"                           |
| 79                                     | Mikkel Frølich Honoré (DEN)            | EF Education–EasyPost                  | + 3h 34' 22"                           |
| 80                                     | Milan Vader (NED)                      | Q36.5 Pro Cycling Team                 | + 3h 34' 38"                           |
| 81                                     | Jakob Fuglsang (DEN)                   | Israel–Premier Tech                    | + 3h 36' 09"                           |
| 82                                     | Felix Engelhardt (GER)                 | Team Jayco–AlUla                       | + 3h 37' 17"                           |
| 83                                     | Jan Tratnik (SLO)                      | Red Bull–Bora–Hansgrohe                | + 3h 39' 12"                           |
| 84                                     | Dorian Godon (FRA)                     | Decathlon–AG2R La Mondiale             | + 3h 40' 14"                           |
| 85                                     | Quinten Hermans (BEL)                  | Alpecin–Deceuninck                     | + 3h 43' 42"                           |
| 86                                     | Timo Kielich (BEL)                     | Alpecin–Deceuninck                     | + 3h 49' 45"                           |
| 87                                     | Darren Rafferty (IRL)                  | EF Education–EasyPost                  | + 3h 51' 51"                           |
| 88                                     | Lorenzo Milesi (ITA)                   | Movistar Team                          | + 3h 54' 04"                           |
| 89                                     | Filippo Fiorelli (ITA)                 | VF Group–Bardiani–CSF–Faizanè          | + 4h 00' 39"                           |
| 90                                     | Mads Pedersen (DEN)                    | Lidl–Trek                              | + 4h 00' 39"                           |
| 91                                     | Manuele Tarozzi (ITA)                  | VF Group–Bardiani–CSF–Faizanè          | + 4h 01' 33"                           |
| 92                                     | Jon Barrenetxea (ESP)                  | Movistar Team                          | + 4h 02' 34"                           |
| 93                                     | Mirco Maestri (ITA)                    | Team Polti VisitMalta                  | + 4h 02' 46"                           |
| 94                                     | Simon Guglielmi (FRA)                  | Arkéa–B&B Hotels                       | + 4h 03' 10"                           |
| 95                                     | Dylan van Baarle (NED)                 | Visma–Lease a Bike                     | + 4h 07' 14"                           |
| 96                                     | Corbin Strong (NZL)                    | Israel–Premier Tech                    | + 4h 07' 26"                           |
| 97                                     | Davide Bais (ITA)                      | Team Polti VisitMalta                  | + 4h 16' 09"                           |
| 98                                     | Paul Double (GBR)                      | Team Jayco–AlUla                       | + 4h 16' 30"                           |
| 99                                     | Francesco Busatto (ITA)                | Intermarché–Wanty                      | + 4h 17' 40"                           |
| 100                                    | Fabio Van den Bossche (BEL)            | Alpecin–Deceuninck                     | + 4h 18' 23"                           |
| 101                                    | Orluis Aular (VEN)                     | Movistar Team                          | + 4h 22' 20"                           |
| 102                                    | Edward Planckaert (BEL)                | Alpecin–Deceuninck                     | + 4h 22' 44"                           |
| 103                                    | Lucas Hamilton (AUS)                   | Ineos Grenadiers                       | + 4h 24' 28"                           |
| 104                                    | Alessandro Verre (ITA)                 | Arkéa–B&B Hotels                       | + 4h 26' 38"                           |
| 105                                    | Rick Pluimers (NED)                    | Tudor Pro Cycling Team                 | + 4h 30' 38"                           |
| 106                                    | Nick Schultz (AUS)                     | Israel–Premier Tech                    | + 4h 31' 19"                           |
| 107                                    | Kaden Groves (AUS)                     | Alpecin–Deceuninck                     | + 4h 31' 34"                           |
| 108                                    | Kevin Colleoni (ITA)                   | Intermarché–Wanty                      | + 4h 33' 00"                           |
| 109                                    | Laurens Huys (BEL)                     | Arkéa–B&B Hotels                       | + 4h 36' 42"                           |
| 110                                    | Owain Doull (GBR)                      | EF Education–EasyPost                  | + 4h 37' 02"                           |
| 111                                    | Stan Dewulf (BEL)                      | Decathlon–AG2R La Mondiale             | + 4h 40' 33"                           |
| 112                                    | Enzo Paleni (FRA)                      | Groupama–FDJ                           | + 4h 42' 51"                           |
| 113                                    | Fran Miholjević (CRO)                  | Team Bahrain Victorious                | + 4h 46' 16"                           |
| 114                                    | Kim Heiduk (GER)                       | Ineos Grenadiers                       | + 4h 46' 33"                           |
| 115                                    | Kasper Asgreen (DEN)                   | EF Education–EasyPost                  | + 4h 47' 04"                           |
| 116                                    | Filippo Magli (ITA)                    | VF Group–Bardiani–CSF–Faizanè          | + 4h 48' 45"                           |
| 117                                    | Simon Clarke (AUS)                     | Israel–Premier Tech                    | + 4h 48' 51"                           |
| 118                                    | Jimmy Janssens (BEL)                   | Alpecin–Deceuninck                     | + 4h 55' 09"                           |
| 119                                    | Daan Hoole (NED)                       | Lidl–Trek                              | + 4h 57' 19"                           |
| 120                                    | Ben Turner (GBR)                       | Ineos Grenadiers                       | + 5h 03' 49"                           |
| 121                                    | Gianni Moscon (ITA)                    | Red Bull–Bora–Hansgrohe                | + 5h 05' 00"                           |
| 122                                    | Nico Denz (GER)                        | Red Bull–Bora–Hansgrohe                | + 5h 05' 18"                           |
| 123                                    | Max Kanter (GER)                       | XDS Astana Team                        | + 5h 05' 26"                           |
| 124                                    | Anthony Perez (FRA)                    | Cofidis                                | + 5h 08' 15"                           |
| 125                                    | Xabier Azparren (ESP)                  | Q36.5 Pro Cycling Team                 | + 5h 09' 49"                           |
| 126                                    | Jacopo Mosca (ITA)                     | Lidl–Trek                              | + 5h 09' 58"                           |
| 127                                    | Albert Torres (ESP)                    | Movistar Team                          | + 5h 11' 13"                           |
| 128                                    | Dries De Bondt (BEL)                   | Decathlon–AG2R La Mondiale             | + 5h 13' 22"                           |
| 129                                    | Giovanni Lonardi (ITA)                 | Team Polti VisitMalta                  | + 5h 20' 03"                           |
| 130                                    | Sven Erik Bystrøm (NOR)                | Groupama–FDJ                           | + 5h 23' 13"                           |
| 131                                    | Emīls Liepiņš (LAT)                    | Q36.5 Pro Cycling Team                 | + 5h 23' 42"                           |
| 132                                    | Josef Černý (CZE)                      | Soudal–Quick-Step                      | + 5h 29' 33"                           |
| 133                                    | Edoardo Affini (ITA)                   | Visma–Lease a Bike                     | + 5h 29' 52"                           |
| 134                                    | Tord Gudmestad (NOR)                   | Decathlon–AG2R La Mondiale             | + 5h 30' 25"                           |
| 135                                    | Giosuè Epis (ITA)                      | Arkéa–B&B Hotels                       | + 5h 31' 00"                           |
| 136                                    | Ethan Hayter (GBR)                     | Soudal–Quick-Step                      | + 5h 31' 39"                           |
| 137                                    | Clément Davy (FRA)                     | Groupama–FDJ                           | + 5h 32' 29"                           |
| 138                                    | Luca Mozzato (ITA)                     | Arkéa–B&B Hotels                       | + 5h 33' 26"                           |
| 139                                    | Jan Maas (NED)                         | Cofidis                                | + 5h 34' 04"                           |
| 140                                    | Nicolas Debeaumarché (FRA)             | Cofidis                                | + 5h 34' 38"                           |
| 141                                    | Andrea Pietrobon (ITA)                 | Team Polti VisitMalta                  | + 5h 36' 27"                           |
| 142                                    | Matevž Govekar (SLO)                   | Team Bahrain Victorious                | + 5h 38' 24"                           |
| 143                                    | Michael Hepburn (AUS)                  | Team Jayco–AlUla                       | + 5h 38' 36"                           |
| 144                                    | Francisco Muñoz (ESP)                  | Team Polti VisitMalta                  | + 5h 41' 19"                           |
| 145                                    | Sam Bennett (IRL)                      | Decathlon–AG2R La Mondiale             | + 5h 41' 25"                           |
| 146                                    | Luke Lamperti (USA)                    | Soudal–Quick-Step                      | + 5h 41' 38"                           |
| 147                                    | Anton Kuzmin (KAZ)                     | XDS Astana Team                        | + 5h 42' 03"                           |
| 148                                    | Alex Edmondson (AUS)                   | Team Picnic PostNL                     | + 5h 42' 42"                           |
| 149                                    | Olav Kooij (NED)                       | Visma–Lease a Bike                     | + 5h 45' 37"                           |
| 150                                    | Casper van Uden (NED)                  | Team Picnic PostNL                     | + 5h 48' 34"                           |
| 151                                    | Enrico Zanoncello (ITA)                | VF Group–Bardiani–CSF–Faizanè          | + 5h 51' 33"                           |
| 152                                    | Matteo Moschetti (ITA)                 | Q36.5 Pro Cycling Team                 | + 5h 55' 35"                           |
| 153                                    | Gijs Van Hoecke (BEL)                  | Intermarché–Wanty                      | + 5h 55' 56"                           |
| 154                                    | Maikel Zijlaard (NED)                  | Tudor Pro Cycling Team                 | + 5h 56' 04"                           |
| 155                                    | Taco van der Hoorn (NED)               | Intermarché–Wanty                      | + 5h 57' 04"                           |
| 156                                    | Niklas Märkl (GER)                     | Team Picnic PostNL                     | + 5h 59' 46"                           |
| 157                                    | Gerben Thijssen (BEL)                  | Intermarché–Wanty                      | + 6h 04' 31"                           |
| 158                                    | Jensen Plowright (AUS)                 | Alpecin–Deceuninck                     | + 6h 07' 50"                           |
| 159                                    | Alexander Krieger (GER)                | Tudor Pro Cycling Team                 | + 6h 25' 03"                           |

### Vijolična majica
| Poz. | Kolesar                  | Ekipa                      | Točke |
| ---- | ------------------------ | -------------------------- | ----- |
| 1    | Mads Pedersen (DEN)      | Lidl–Trek                  | 295   |
| 2    | Olav Kooij (NED)         | Visma–Lease a Bike         | 185   |
| 3    | Wout van Aert (BEL)      | Visma–Lease a Bike         | 127   |
| 4    | Dries De Bondt (BEL)     | Decathlon–AG2R La Mondiale | 127   |
| 5    | Isaac del Toro (MEX)     | UAE Team Emirates XRG      | 109   |
| 6    | Kaden Groves (AUS)       | Alpecin–Deceuninck         | 98    |
| 7    | Casper van Uden (NED)    | Team Picnic PostNL         | 89    |
| 8    | Alessandro Tonelli (ITA) | Team Polti VisitMalta      | 88    |
| 9    | Richard Carapaz (ECU)    | EF Education–EasyPost      | 77    |
| 10   | Orluis Aular (VEN)       | Movistar Team              | 76    |

### Modra majica
| Poz. | Kolesar                 | Ekipa                         | Točke |
| ---- | ----------------------- | ----------------------------- | ----- |
| 1    | Lorenzo Fortunato (ITA) | XDS Astana Team               | 355   |
| 2    | Christian Scaroni (ITA) | XDS Astana Team               | 201   |
| 3    | Nicolas Prodhomme (FRA) | Decathlon–AG2R La Mondiale    | 107   |
| 4    | Manuele Tarozzi (ITA)   | VF Group–Bardiani–CSF–Faizanè | 87    |
| 5    | Carlos Verona (ESP)     | Lidl–Trek                     | 61    |
| 6    | Chris Harper (AUS)      | Team Jayco–AlUla              | 60    |
| 7    | Richard Carapaz (ECU)   | EF Education–EasyPost         | 47    |
| 8    | Romain Bardet (FRA)     | Team Picnic PostNL            | 47    |
| 9    | Isaac del Toro (MEX)    | UAE Team Emirates XRG         | 45    |
| 10   | Pello Bilbao (ESP)      | Team Bahrain Victorious       | 42    |

### Bela majica
| Poz. | Kolesar                       | Ekipa                   | Čas          |
| ---- | ----------------------------- | ----------------------- | ------------ |
| 1    | Isaac del Toro (MEX)          | UAE Team Emirates XRG   | 82h 34' 57"  |
| 2    | Giulio Pellizzari (ITA)       | Red Bull–Bora–Hansgrohe | + 5' 32"     |
| 3    | Max Poole (GBR)               | Team Picnic PostNL      | + 14' 19"    |
| 4    | Davide Piganzoli (ITA)        | Team Polti VisitMalta   | + 23' 57"    |
| 5    | Antonio Tiberi (ITA)          | Team Bahrain Victorious | + 42' 08"    |
| 6    | Embret Svestad-Bårdseng (NOR) | Arkéa–B&B Hotels        | + 1h 02' 44" |
| 7    | Edoardo Zambanini (ITA)       | Team Bahrain Victorious | + 1h 22' 03" |
| 8    | Marco Frigo (ITA)             | Israel–Premier Tech     | + 1h 28' 24" |
| 9    | Gianmarco Garofoli (ITA)      | Soudal–Quick-Step       | + 1h 49' 57" |
| 10   | Igor Arrieta (ESP)            | UAE Team Emirates XRG   | + 1h 56' 19" |

### Ekipna razvrstitev
| Poz. | Ekipa                   | Čas          |
| ---- | ----------------------- | ------------ |
| 1    | UAE Team Emirates XRG   | 247h 53' 24" |
| 2    | Team Bahrain Victorious | + 58' 40"    |
| 3    | Visma–Lease a Bike      | + 1h 15' 37" |
| 4    | XDS Astana Team         | + 1h 46' 40" |
| 5    | Tudor Pro Cycling Team  | + 1h 52' 53" |
| 6    | Movistar Team           | + 1h 52' 56" |
| 7    | Team Picnic PostNL      | + 2h 25' 21" |
| 8    | Red Bull–Bora–Hansgrohe | + 2h 52' 52" |
| 9    | Israel–Premier Tech     | + 3h 06' 01" |
| 10   | Ineos Grenadiers        | + 3h 09' 08" |

### Vmesni šprinti
| Poz. | Kolesar                  | Ekipa                         | Točke |
| ---- | ------------------------ | ----------------------------- | ----- |
| 1    | Dries De Bondt (BEL)     | Decathlon–AG2R La Mondiale    | 115   |
| 2    | Alessandro Tonelli (ITA) | Team Polti VisitMalta         | 88    |
| 3    | Mads Pedersen (DEN)      | Lidl–Trek                     | 87    |
| 4    | Wout van Aert (BEL)      | Visma–Lease a Bike            | 48    |
| 5    | Giosuè Epis (ITA)        | Arkéa–B&B Hotels              | 44    |
| 6    | Manuele Tarozzi (ITA)    | VF Group–Bardiani–CSF–Faizanè | 40    |
| 7    | Taco van der Hoorn (NED) | Intermarché–Wanty             | 34    |
| 8    | Enzo Paleni (FRA)        | Groupama–FDJ                  | 32    |
| 9    | Lorenzo Fortunato (ITA)  | XDS Astana Team               | 29    |
| 10   | Martin Marcellusi (ITA)  | VF Group–Bardiani–CSF–Faizanè | 28    |

### Begi
| Poz. | Kolesar                  | Ekipa                         | Km  |
| ---- | ------------------------ | ----------------------------- | --- |
| 1    | Manuele Tarozzi (ITA)    | VF Group–Bardiani–CSF–Faizanè | 418 |
| 2    | Alessandro Tonelli (ITA) | Team Polti VisitMalta         | 368 |
| 3    | Lorenzo Germani (ITA)    | Groupama–FDJ                  | 342 |
| 4    | Dries De Bondt (BEL)     | Decathlon–AG2R La Mondiale    | 335 |
| 5    | Taco van der Hoorn (NED) | Intermarché–Wanty             | 285 |
| 6    | Nicolas Prodhomme (FRA)  | Decathlon–AG2R La Mondiale    | 275 |
| 7    | Lorenzo Fortunato (ITA)  | XDS Astana Team               | 269 |
| 8    | Giosuè Epis (ITA)        | Arkéa–B&B Hotels              | 236 |
| 9    | Martin Marcellusi (ITA)  | VF Group–Bardiani–CSF–Faizanè | 235 |
| 10   | Chris Hamilton (AUS)     | Team Picnic PostNL            | 227 |

### Red Bull KM
| Poz. | Kolesar                  | Ekipa                         | Točke |
| ---- | ------------------------ | ----------------------------- | ----- |
| 1    | Manuele Tarozzi (ITA)    | VF Group–Bardiani–CSF–Faizanè | 45    |
| 2    | Isaac del Toro (MEX)     | UAE Team Emirates XRG         | 33    |
| 3    | Christian Scaroni (ITA)  | XDS Astana Team               | 30    |
| 4    | Carlos Verona (ESP)      | Lidl–Trek                     | 28    |
| 5    | Martin Marcellusi (ITA)  | VF Group–Bardiani–CSF–Faizanè | 22    |
| 6    | Alessandro Tonelli (ITA) | Team Polti VisitMalta         | 19    |
| 7    | Andrea Pietrobon (ITA)   | Team Polti VisitMalta         | 16    |
| 8    | Antonio Tiberi (ITA)     | Team Bahrain Victorious       | 15    |
| 9    | Chris Harper (AUS)       | Team Jayco–AlUla              | 15    |
| 10   | Nairo Quintana (COL)     | Movistar Team                 | 15    |